# Gerard van Keulen
Gerard van Keulen (Amsterdam, 1678 – 1726) was een Nederlands cartograaf, auteur, uitgever, distributeur en boekverkoper. Hij produceerde vooral zeekaarten en -atlassen. 

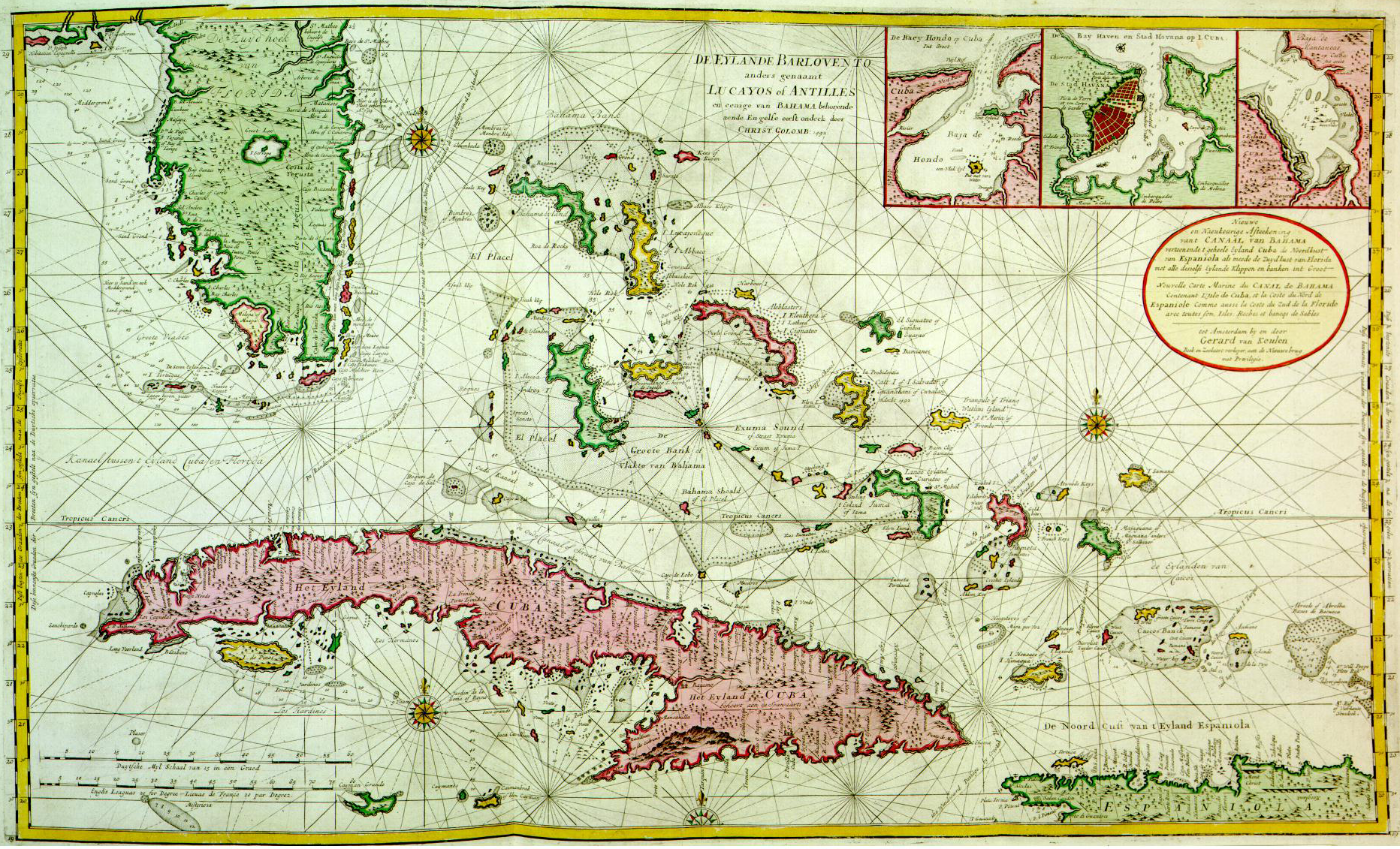
Nieuwe en Naeukeurige Afteeknening vant Canaal van Bahama vertoonende t geheele Eyland Cuba de Noordkust van Espaniola alsmeede de Zuydkust van Florida met alle desselfs Eylande Klippen en banken int Groot. Getekend door Gerard van Keulen in 1722.

## Biografie
Hij was een zoon van Johannes van Keulen (1654-1715) en Louysje Laurend Coerte. Gerard trouwt met Ludowina Konst. In 1704 wordt hun enige kind geboren, Johannes II van Keulen.
Op 7 oktober 1712 wordt Van Keulen een octrooi verleend voor Het vergulde licht der Zeevaart. Hij verlengt hiermee het octrooirecht dat was gestart door zijn vader. Van Keulen verwerft middels opvolging van Willem Jansz. Blaeu en zijn zonen voor zichzelf en zijn erven het voorrecht om als kaartenmaker in dienst te zijn van de Vereenigde Oostindische Compagnie. Hij neemt het familiebedrijf van zijn vader over in 1714. Zijn vader sterft in 1715. Het bedrijf is op dat moment gespecialiseerd in cartografie, uitgeverij en verkoper van zeeatlassen, -kaarten en stuurmansgidsen, boeken, producent en distributeur van navigatie-instrumenten. Van Keulen zorgde voor variatie in het aanbod door over te gaan tot de verkoop van losse kaarten op groot formaat, welke ingebonden konden worden.
Na zijn dood zetten zijn zoon en zijn weduwe de zaak voort.

## Varia
• De Universiteitsbibliotheek Leiden is in het bezit van de 'Collectie Van Keulen', welke 334 grootschalige manuscriptkaarten bevat die zijn uitgebracht in de jaren 1704 - 1755. De collectie maakte onderdeel uit van het oorspronkelijke bedrijfsarchief.
- Bibsys: 1031227
- Biblioteca Nacional de España: XX1474280
- Bibliothèque nationale de France: cb15332761m (data)
- Biografisch Portaal: 70767844
- Digitale Bibliotheek voor de Nederlandse Letteren: keul026
- Gemeinsame Normdatei: 119263890
- International Standard Name Identifier: 0000 0001 1695 5942
- Library of Congress Control Number: n50059505
- Nationale Bibliotheek van Tsjechië: mzk2008434294
- Nationale Bibliotheek van Israël: 987007306920505171
- Nationale en Universitaire bibliotheek Zagreb: 000615970
- Nederlandse Thesaurus van Auteursnamen: 067702015
- Système universitaire de documentation: 033234515
- Virtual International Authority File: 104048608
- WorldCat: E39PBJcwC3JFDGv48W36TKpHG3